# Acacia macradenia
Acacia macradenia — вид квіткових рослин з родини бобових. Ареал: Австралія (Квінсленд).

## Середовище
Переважно росте в прохолодному або теплому кліматі на піщаних або гравійних ділянках поблизу струмків.

## Біоморфологічна характеристика
Дерево A. macradenia може вирости до 5 метрів у висоту та 4 метри ушир. Гілки висячі, безволосі та гладкі. Як правило, молодша частина стебла зелена, а старші – коричневі. Темніші філодії, як правило, старші та довші, мають ланцетоподібну форму порівняно з молодшими філодіями, які набагато менші за розміром і формою. Малі жовті кулясті скупчення розміщені на ніжці. Кожне кулясте скупчення містить від 35 до 50 квіток. Стручки невеликі, вигнуті та мають гладку зовнішню оболонку. Стручки-боби спочатку виглядають зеленими, але починають ставати коричнево-чорними, коли температура підвищується протягом весни, зрештою досягаючи повного дозрівання стають чорними. При повному дозріванні стручки можуть досягати довжини 12 см. Усередині цих стручків — тверде коричневе насіння.

## Культивування
Акація макраденія віддає перевагу добре дренованим місцям, бажано на сонці. Успішне вирощування було зафіксовано в прибережних районах східної Австралії від Таунсвілла на південь до Мельбурна. Однак у деяких внутрішніх місцях, таких як Канберра, рослини загинули від сильних морозів.